# 외도초등학교 축구부
외도초등학교 축구부는 대한민국 제주특별자치도 제주시에 있는 초등학교 축구부이다. 외도초등학교가 운영하는 축구부로, 1999년에 창단 되었다.
== 시즌별 성적 
2023년종별우승

## 출신 선수
강상윤 홍정호

## 참고 자료
- “KFA 통합경기정보 시스템”. 대한축구협회.

## 같이 보기
- 외도초등학교